# Candice Gilg
Candice Gilg (Dakar, Senegal, 27 de julio de 1972) es una deportista francesa que compitió en esquí acrobático, especialista en la prueba de baches. Su hermano Youri también compitió en esquí acrobático.
Ganó dos medallas de oro en el Campeonato Mundial de Esquí Acrobático, en los años 1995 y 1997.
Participó en tres Juegos Olímpicos de Invierno, entre los años 1992 y 1998, ocupando el quinto lugar en Lillehammer 1994 en su especialidad.

## Medallero internacional
| Campeonato Mundial | Campeonato Mundial  | Campeonato Mundial | Campeonato Mundial |
| Año                | Lugar               | Medalla            | Competición        |
| ------------------ | ------------------- | ------------------ | ------------------ |
| 1995               | La Clusaz (Francia) | Medalla de oro     | Baches             |
| 1997               | Nagano (Japón)      | Medalla de oro     | Baches             |